# Система начисления очков в чемпионате мира Формулы-1
Очки в чемпионате мира Формулы-1 в настоящее время присуждаются одновременно и пилоту, и его команде. Соревнование пилотов называется чемпионатом мира среди гонщиков (англ. World Drivers' Championship, часто называемый просто «личным зачётом») и проводится с 1950 года; а соревнование команд называется чемпионатом мира среди конструкторов (англ. World Constructors' Championship, до сих пор называемый «кубком конструкторов» из-за более ранней версии своего официального названия: англ. International Cup for F1 Constructors) и проводится с 1958 года.

## Таблица
За всю многолетнюю историю чемпионатов мира система начисления очков неоднократно менялась. В следующей таблице приведены все использовавшиеся системы.
- В столбце «Место» указано количество очков за конкретное место в итоговой классификации.
- В столбце «ЛК» — количество очков за лучший круг в гонке.
- Поскольку до 1991 года в личном зачёте учитывались результаты не всех гонок, а только определённое число лучших из них, то в столбце «Количество лучших результатов, идущих в зачёт» указаны ограничения на лучшие результаты. «ЛЗ» обозначает очки или количество результатов, идущие в личный зачёт гонщика, а «КК» — очки или количество результатов, идущие команде в зачёт в кубке конструкторов.

| Период действия | Место         | Место | Место | Место | Место | Место | Место | Место | Место | Место | ЛК | Гонок в сезоне | Количество лучших результатов, идущих в зачёт     |
| Период действия | 1             | 2     | 3     | 4     | 5     | 6     | 7     | 8     | 9     | 10    | ЛК | Гонок в сезоне | Количество лучших результатов, идущих в зачёт     |
| --------------- | ------------- | ----- | ----- | ----- | ----- | ----- | ----- | ----- | ----- | ----- | -- | -------------- | ------------------------------------------------- |
| 1950            | 8             | 6     | 4     | 3     | 2     |       |       |       |       |       | 1  | 7              | 4                                                 |
| 1951—1952       | 8             | 6     | 4     | 3     | 2     |       |       |       |       |       | 1  | 8              | 4                                                 |
| 1953            | 8             | 6     | 4     | 3     | 2     |       |       |       |       |       | 1  | 9              | 4                                                 |
| 1954            | 8             | 6     | 4     | 3     | 2     |       |       |       |       |       | 1  | 9              | 5                                                 |
| 1955            | 8             | 6     | 4     | 3     | 2     |       |       |       |       |       | 1  | 7              | 5                                                 |
| 1956—1957       | 8             | 6     | 4     | 3     | 2     |       |       |       |       |       | 1  | 8              | 5                                                 |
| 1958            | 8             | 6     | 4     | 3     | 2     |       |       |       |       |       | 1  | 11             | 6                                                 |
| 1959            | 8             | 6     | 4     | 3     | 2     |       |       |       |       |       | 1  | 9              | 5                                                 |
| 1960            | 8             | 6     | 4     | 3     | 2     | 1     |       |       |       |       |    | 10             | 6                                                 |
| 1961            | 9 (ЛЗ) 8 (КК) | 6     | 4     | 3     | 2     | 1     |       |       |       |       |    | 8              | 5                                                 |
| 1962            | 9             | 6     | 4     | 3     | 2     | 1     |       |       |       |       |    | 9              | 5                                                 |
| 1963—1965       | 9             | 6     | 4     | 3     | 2     | 1     |       |       |       |       |    | 10             | 6                                                 |
| 1966            | 9             | 6     | 4     | 3     | 2     | 1     |       |       |       |       |    | 9              | 5                                                 |
| 1967            | 9             | 6     | 4     | 3     | 2     | 1     |       |       |       |       |    | 11             | 5 из первых 6 гонок, 4 из следующих 5             |
| 1968            | 9             | 6     | 4     | 3     | 2     | 1     |       |       |       |       |    | 12             | 5 из первых 6 гонок, 5 из следующих 6             |
| 1969            | 9             | 6     | 4     | 3     | 2     | 1     |       |       |       |       |    | 11             | 5 из первых 6 гонок, 4 из следующих 5             |
| 1970            | 9             | 6     | 4     | 3     | 2     | 1     |       |       |       |       |    | 13             | 6 из первых 7 гонок, 5 из следующих 6             |
| 1971            | 9             | 6     | 4     | 3     | 2     | 1     |       |       |       |       |    | 11             | 5 из первых 6 гонок, 4 из следующих 5             |
| 1972            | 9             | 6     | 4     | 3     | 2     | 1     |       |       |       |       |    | 12             | 5 из первых 6 гонок, 5 из следующих 6             |
| 1973—1974       | 9             | 6     | 4     | 3     | 2     | 1     |       |       |       |       |    | 15             | 7 из первых 8 гонок, 6 из следующих 7             |
| 1975            | 9             | 6     | 4     | 3     | 2     | 1     |       |       |       |       |    | 14             | 7 из первых 8 гонок, 5 из следующих 6             |
| 1976            | 9             | 6     | 4     | 3     | 2     | 1     |       |       |       |       |    | 16             | 7 из первых 8 гонок, 7 из следующих 8             |
| 1977            | 9             | 6     | 4     | 3     | 2     | 1     |       |       |       |       |    | 17             | 8 из первых 9 гонок, 7 из следующих 8             |
| 1978            | 9             | 6     | 4     | 3     | 2     | 1     |       |       |       |       |    | 16             | 7 из первых 8 гонок, 7 из следующих 8             |
| 1979            | 9             | 6     | 4     | 3     | 2     | 1     |       |       |       |       |    | 15             | ЛЗ: 4 из первых 7 гонок, 4 из следующих 8 КК: все |
| 1980            | 9             | 6     | 4     | 3     | 2     | 1     |       |       |       |       |    | 14             | ЛЗ: 5 из первых 7 гонок, 5 из следующих 7 КК: все |
| 1981—1990       | 9             | 6     | 4     | 3     | 2     | 1     |       |       |       |       |    | 15—16          | ЛЗ: 11 КК: все                                    |
| 1991—2002       | 10            | 6     | 4     | 3     | 2     | 1     |       |       |       |       |    | 16—17          | все                                               |
| 2003—2009       | 10            | 8     | 6     | 5     | 4     | 3     | 2     | 1     |       |       |    | 16—19          | все                                               |
| 2010—2018       | 25            | 18    | 15    | 12    | 10    | 8     | 6     | 4     | 2     | 1     |    | 19—21          | все                                               |
| 2019—2024       | 25            | 18    | 15    | 12    | 10    | 8     | 6     | 4     | 2     | 1     | 1  | 17—24          | все                                               |
| 2025            | 25            | 18    | 15    | 12    | 10    | 8     | 6     | 4     | 2     | 1     |    | 24             | все                                               |

Примечания:
1. Если пилот фактически закончил гонку в очковой зоне, но не попадает в итоговую классификацию, то очков он не получает.
2. В сезонах 1952—1953 годов чемпионат мира проводился по техническому регламенту Формулы-2.
3. Кубок конструкторов разыгрывался с 1958 года.
4. В 1958—1959 годах очки за лучший круг в зачёте кубка конструкторов не учитывались.
5. В 1958—1960 годах в кубке конструкторов не начислялись очки за 500 миль Индианаполиса (однако в личном зачёте они учитывались).
6. Вплоть до 1978 года включительно очки в кубке конструкторов начислялись с такими же ограничениями, как и в личном зачёте. В зачёт по результатам каждой гонки шёл только один лучший результат гонщиков, выступавших на автомобилях данного производителя. С 1979 года в кубок конструкторов попадали все результаты пилотов команды, вне зависимости от действующих ограничений в личном зачёте.
7. В 2014 году в заключительной гонке сезона пилоты и конструкторы получили удвоенное количество очков по схеме 50—36—30—24—20—16—12—8—4—2.
8. В сезонах 2019—2024 годов очки за быстрый круг присваивались (и в личном зачёте, и в кубке конструкторов), только если пилот был классифицирован в гонке в первой десятке.

### Дополнительные и неполные очки
| Сезоны    | 1 | 2 | 3 | 4 | 5 | 6 | 7 | 8 | Примечания              |
| --------- | - | - | - | - | - | - | - | - | ----------------------- |
| 2021      | 3 | 2 | 1 |   |   |   |   |   | [ a ]                   |
| 2022—2025 | 8 | 7 | 6 | 5 | 4 | 3 | 2 | 1 | [ b ] [ c ] [ d ] [ e ] |

| Сезоны    | Пройденная часть гонки                  | 1              | 2              | 3              | 4              | 5              | 6              | 7              | 8              | 9              | 10             | ЛК                | Примечания  |
| --------- | --------------------------------------- | -------------- | -------------- | -------------- | -------------- | -------------- | -------------- | -------------- | -------------- | -------------- | -------------- | ----------------- | ----------- |
| 1975—1976 | Меньше 30%                              |                |                |                |                |                |                |                |                |                |                |                   | [ f ] [ g ] |
| 1975—1976 | Между 30% и 60%                         | Половина очков | Половина очков | Половина очков | Половина очков | Половина очков | Половина очков | Половина очков | Половина очков | Половина очков | Половина очков |                   | [ f ] [ g ] |
| 1975—1976 | Более 60%                               | Полные очки    | Полные очки    | Полные очки    | Полные очки    | Полные очки    | Полные очки    | Полные очки    | Полные очки    | Полные очки    | Полные очки    |                   | [ f ] [ g ] |
| 1980—2021 | Менее двух кругов                       |                |                |                |                |                |                |                |                |                |                | [ g ] [ h ] [ i ] |             |
| 1980—2021 | Между 2 кругами и 75%                   | Половина очков | Половина очков | Половина очков | Половина очков | Половина очков | Половина очков | Половина очков | Половина очков | Половина очков | Половина очков | [ g ] [ h ] [ i ] |             |
| 1980—2021 | Более 75%                               | Полные очки    | Полные очки    | Полные очки    | Полные очки    | Полные очки    | Полные очки    | Полные очки    | Полные очки    | Полные очки    | Полные очки    | [ g ] [ h ] [ i ] |             |
| 2022—     | Менее 2 полных кругов в «боевом» режиме |                |                |                |                |                |                |                |                |                |                |                   | [ j ]       |
| 2022—     | Между 2 кругами и 25%                   | 6              | 4              | 3              | 2              | 1              |                |                |                |                |                |                   | [ j ]       |
| 2022—     | 25%—50%                                 | 13             | 10             | 8              | 6              | 5              | 4              | 3              | 2              | 1              |                |                   | [ j ]       |
| 2022—     | 50%—75%                                 | 19             | 14             | 12             | 10             | 8              | 6              | 4              | 3              | 2              | 1              | 1                 | [ j ]       |
| 2022—     | Более 75%                               | Полные очки    | Полные очки    | Полные очки    | Полные очки    | Полные очки    | Полные очки    | Полные очки    | Полные очки    | Полные очки    | Полные очки    | Полные очки       | [ j ]       |

## Равенство очков

### Общие положения регламента
- Если в конце чемпионата два и более гонщиков (конструкторов) набирают одинаковое количество очков, то более высокое место займёт обладатель большего количества первых мест.
- В случае равенства первых мест более высокое место займёт обладатель большего количества вторых мест и так далее.
- Если полная статистика мест, занятых по ходу чемпионата, совпадает, то, как сказано в регламенте, решение о том, кому отдать предпочтение, принимает FIA. На практике более высокое место присуждается тому гонщику (конструктору), который раньше показал свой наилучший результат.

### Примеры
- Если за весь сезон один гонщик набрал 25 очков за победу, а второй гонщик набрал 25 очков за третье и пятое места на финише, преимущество в итоге получает первый гонщик.
- Если первый гонщик набрал 37 очков за победу и четвёртое место, а второй набрал те же 37 очков за победу, пятое и девятое места, то первый побеждает, так как при равенстве побед, вторых и третьих мест, у него больше четвёртых мест.
- Если все результаты двух пилотов совпадают, то выше в итоговом протоколе будет тот из них, кто раньше достиг своего наивысшего за сезон результата в гонке.

## Особые случаи

### Остановка гонки
Если гонка по какой-то причине была остановлена и не была возобновлена и при этом лидер не прошёл двух кругов, то такая гонка не идёт в зачёт чемпионата мира. При этом, что считалось «пройденным кругом» было изменено в преддверии сезона 2022 года. Поводом послужило курьёзное начисление очков на Гран-при Бельгии 2021 года, которое произошло несмотря на то, что в этой гонке ни одного круга не было пройдено в гоночном режиме (все круги были пройдены в режиме машины безопасности).
До 2021 года включительно, если гонка по какой-то причине была остановлена, когда лидер прошёл 2 или более кругов (даже если они были пройдены под жёлтыми флагами или в режиме машины безопасности), но менее 75 % дистанции, то она шла в зачёт чемпионата мира, однако за неё гонщикам засчитывалась только половина очков. В последний раз подобное случилось на Гран-при Бельгии 2021 года.
Начиная с 2022 года, чтобы гонка шла в зачёт чемпионата мира, лидеру нужно было завершить хотя бы 2 круга в режиме зеленых флагов, а при прохождении 2 или более кругов теперь используется более сложная система начисления неполных очков.
Незапланированная остановка одной из гонок косвенно повлияла на результат чемпионата мира 1984 года, в котором был зафиксирован самый маленький разрыв в общем зачёте между чемпионом мира (Ники Лаудой) и обладателем второго места (Аленом Простом) — всего 0,5 очка. Гонка в Монако по причине сильного дождя была остановлена на 31-м круге из 76, и её лидер, Ален Прост, получил лишь 4,5 очка вместо полновесных 9 за победу. В конце этой гонки Проста стремительно нагонял Айртон Сенна, и Ален впоследствии признавал, что Сенна обошёл бы его, но всё равно сожалел об остановке гонки: «Пусть он выиграл бы, но и я получил бы шесть очков за второе место, а не половину за первое. Тогда я стал бы чемпионом мира в том году».

### Смена пилотов
До 1959 года командам разрешалось проводить замены пилотов за рулём прямо во время гонки. В таком случае, если один из пилотов доводил машину до финиша в очковой зоне, то набранные им очки разделялись поровну между всеми, кто пилотировал эту машину на протяжении гонки.
Именно то, что на Гран-при Италии в 1956 году Фанхио забрал машину у своего конкурента в борьбе за первенство в личном зачёте (и вместе с тем напарника по команде «Феррари») Питера Коллинза, и принесло ему очередной титул чемпиона мира. Расклад после 20 кругов гонки был таков: Фанхио сошёл, а Коллинз находился на трассе и потенциально мог набрать достаточно очков, чтобы обойти лидера общего зачёта. Но при этом если бы Хуан Мануэль занял место в машине Коллинза, то, на каком бы месте англичанин ни финишировал, он не смог бы опередить аргентинца (поскольку очки делились поровну). В итоге оба претендента получили по три очка из шести за второе место, и Фанхио в чемпионате мира опередил Коллинза на пять очков. Сломанную машину всё же смогли отремонтировать, и в итоговом протоколе Фанхио значится дважды: сначала на втором месте в паре с Коллинзом, а затем на восьмом месте в паре с Эудженио Кастеллотти.
Смены пилотов за рулём одного автомобиля пользовались популярностью на трассах с жарким изнуряющим климатом. Особенно показателен пример Гран-при Аргентины 1955 года, когда в течение гонки гонщики сменялись за рулём 8 автомобилей. Причём Морис Тринтиньян успел вести сразу три машины: под номерами 10, 12 и 14 (все три — Ferrari 625). С другой стороны, машины под номерами 10 и 12 находились каждая под управлением трёх гонщиков. В итоге машина № 10 финишировала на втором месте (последний отрезок машину вёл Нино Фарина), а машину № 12 сам Тринтиньян привёл на третье место (причём изначально на этой машине стартовал Фарина). Таким образом, из 6 очков, полагавшихся за 2-е место, Тринтиньян и Фарина получили по 2 очка (ещё 2 очка получил Гонзалес, стартовавший на машине № 10), а из 4 очков за 3-е место они же получили по 1,33 очка (ещё 1,33 очка получил Умберто Мальоли, третий пилот, который тоже управлял машиной № 12).

### Очко за быстрый круг
В сезонах 1950—1959 годов, если одинаковый результат лучшего круга в гонке показывали несколько гонщиков, то очко за лучший круг делилось поровну между ними. А поскольку время прохождения круга иногда замерялось с точностью до целых секунд, то случалось, что несколько пилотов получали за гонку дробное число очков.
Самый разительный случай подобного рода произошёл на Гран-при Великобритании 1954 года. Сразу семь пилотов — Хосе Фройлан Гонсалес, Майк Хоторн (оба на «Феррари»), Стирлинг Мосс, Альберто Аскари, Онофре Маримон (все трое на «Мазерати»), Хуан Мануэль Фанхио на «Мерседес», Жан Бера на «Гордини» — показали одинаковое время: 1 мин 50 с. Все эти гонщики получили по 1/7 (≈0,14) дополнительных очка.
В 2019 году очко за быстрый круг было снова введено в правила, но начислялось только при условии, что установивший быстрый круг гонщик финишировал в гонке в первой десятке. С сезона 2025 очко за быстрый круг было опять отменено.

## Сравнение старых систем начисления очков с современной
Пример приводится на основании данных чемпионата мира 2005 года. Указана первая восьмёрка гонщиков и первая пятёрка команд. В скобках — число набранных ими очков. Отличия систем выделены курсивом.

### Пилоты
| Место | 1961—1990                | 1991—2002                | 2003—2009                | 2010—2013, 2015—2018      | 2014                      |
| ----- | ------------------------ | ------------------------ | ------------------------ | ------------------------- | ------------------------- |
| 1     | Фернандо Алонсо (108)    | Фернандо Алонсо (115)    | Фернандо Алонсо (133)    | Фернандо Алонсо (322)     | Фернандо Алонсо (347)     |
| 2     | Кими Райкконен (92)      | Кими Райкконен (99)      | Кими Райкконен (112)     | Кими Райкконен (277)      | Кими Райкконен (295)      |
| 3     | Хуан Пабло Монтойя (43)  | Хуан Пабло Монтойя (46)  | Михаэль Шумахер (62)     | Михаэль Шумахер (153)     | Джанкарло Физикелла (156) |
| 4     | Михаэль Шумахер (39)     | Михаэль Шумахер (40)     | Хуан Пабло Монтойя (60)  | Хуан Пабло Монтойя (150)  | Михаэль Шумахер (153)     |
| 5     | Джанкарло Физикелла (37) | Джанкарло Физикелла (38) | Джанкарло Физикелла (58) | Джанкарло Физикелла (144) | Хуан Пабло Монтойя (150)  |
| 6     | Ярно Трулли (26)         | Ярно Трулли (26)         | Ральф Шумахер (45)       | Ральф Шумахер (122)       | Ральф Шумахер (137)       |
| 7     | Рубенс Баррикелло (23)   | Рубенс Баррикелло (23)   | Ярно Трулли (43)         | Ярно Трулли (110)         | Ярно Трулли (110)         |
| 8     | Ральф Шумахер (20)       | Ральф Шумахер (20)       | Рубенс Баррикелло (38)   | Рубенс Баррикелло (103)   | Рубенс Баррикелло (103)   |

### Команды
| Место | 1961—1990      | 1991—2002      | 2003—2009      |
| ----- | -------------- | -------------- | -------------- |
| 1     | Рено (145)     | Рено (153)     | Рено (191)     |
| 2     | Макларен (141) | Макларен (151) | Макларен (182) |
| 3     | Феррари (62)   | Феррари (63)   | Феррари (100)  |
| 4     | Тойота (46)    | Тойота (46)    | Тойота (88)    |
| 5     | Уильямс (34)   | Уильямс (34)   | Уильямс (66)   |

### Комментарии
1. ↑  Эта система использовалась в квалификационных спринтах, которые использовались для определения стартовой решётки основной гонки на трёх Гран-при: Великобритании, Италии и Сан-Паулу[2][3].
2. ↑  В 2022 году эта система использовалась в спринтах на трёх Гран-при: Эмилии-Романьи, Австрии и Сан-Паулу; эти спринты использовались для определения стартовой решётки основной гонки[1].
3. ↑  В 2023 году эта система использовалась в спринтах на шести Гран-при: Азербайджана, Австрии, Бельгии, Катара, США и Сан-Паулу; эти спринты были «вещью в себе» и не использовались для определения стартовой решётки основной гонки[4].
4. ↑  В 2024 году эта система использовалась в спринтах на шести Гран-при: Китая, Майами, Австрии, США, Сан-Паулу и Катара; эти спринты были «вещью в себе» и не использовались для определения стартовой решётки основной гонки.
5. ↑  В 2025 году запланировано использование этой системы в спринтах на шести Гран-при: Китая, Майами, Бельгии, США, Сан-Паулу и Катара; эти спринты являются «вещью в себе» и не используются для определения стартовой решётки основной гонки.
6. ↑  Первой гонкой, в которой была зачтена только половина очков, был Гран-при Испании 1975 года[11]
7. 1 2  Требование завершить по крайней мере 2 круга было введено, по всей видимости, между 1977 и 1980 годами[5].
8. ↑  Регламент в части, касающейся начисления очков в случае прохождения ровно 2 кругов, был несколько изменён в 2016 году. Это изменение не оказало влияния ни на одну гонку[12].
9. ↑  Лучший круг на Гран-при Бельгии 2021 года официально не присуждался, т.к. вся гонка прошла в режиме машины безопасности[13].
10. ↑  В 2022 году, если Гран-при был возобновлён, но затем укорочен из-за достижения временно́го ограничения на длину гонки, установленного регламентом — как, например, случилось во время Гран-при Японии 2022 года, — то тогда в гонке присуждались полные очки[14][15]. Начиная с 2023 года, количество очков зависит только от соотношения пройденной и запланированной дистанции гонки, и не зависит от того, закончилась ли гонка из-за остановки красным флагом, или была возобновлена и затем укорочена из-за достижения временно́го ограничения[16]. Это изменение в правилах было сделано для того чтобы исправить ошибку при написании правил 2022 года, из-за которой на  Гран-при Японии 2022 года неожиданно были начислены полные очки, несмотря на то, что в гонке было пройдено только 28 кругов (чуть более половины от запланированных 53) до истечения временно́го ограничения[17].